# Cubanops terueli
Cubanops terueli là một loài nhện trong họ Caponiidae.
Loài này thuộc chi Cubanops. Cubanops terueli được Sánchez-Ruiz, Platnick en Dupérré miêu tả năm 2010.